# Nicoletta Machiavelli
Nicoletta Rangoni Machiavelli, född 1 augusti 1944 i Ravarino, Emilia-Romagna, död 15 november 2015 i Seattle, Washington, var en italiensk skådespelerska.

## Roller i urval
- 1966 – Kyss först, skjut se'n
- 1966 – Navajo Joe
- 1967 – En minut att be, en sekund att dö
- 1968 – Scarabea - Wieviel Erde braucht der Mensch
- 1969 – Monte Carlo-rallyt eller Dessa fantastiska män i sina skumpande skraltiga automobiler
- 1973 – Mordi e fuggi
- 1973 – Pasolinis Bawdy Tales - osedliga berättelser
- 1975 – L'important c'est d'aimer